# Беккер, Николаус
Николаус Беккер (нем. Nikolaus Becker) (8 октября 1809, Бонн — 28 августа 1845, Гайленкирхен) — немецкий поэт, юрист. Беккер получил широкую известность благодаря патриотической поэме «Рейнская песня» (нем. «Rheinlied»), написанной в 1840 году.

## Биография
Беккер слушал лекции на юридическом факультете в Бонне, затем работал клерком в суде. Во время Рейнского кризиса 1840 года, Беккер опубликовал поэму «Рейнская песня» («Рейнский гимн»). Поэма встретила восторженный отклик по всей Германии и доставила автору громкое имя. Прусский король Фридрих Вильгельм IV пожаловал Беккеру гонорар в 1000 талеров. «Rheinlied» была многократно положена на музыку, в том числе Робертом Шуманом, и стала примером для других патриотических песен на рейнскую тему (Стража на Рейне, Песнь немцев, и другие). Альфред Мюссе ответил на эту песню стихотворением фр. «Nous l’avons eu, votre Rhin allemand».
В 1841 году Беккер опубликовал сборник поэм, который, однако, не получил популярности.